# 温讷马克
温讷马克（德語：Winnemark）是德国石勒苏益格－荷尔斯泰因州的一个市镇。总面积9.58平方公里，总人口524人，其中男性255人，女性269人（2011年12月31日），人口密度55人/平方公里。